# إليتسا كوستوفا
إليتسا كوستوفا (بالبلغارية: Елица Костова)‏ مواليد 10 أبريل 1990 في هاسكوفو، هي لاعبة كرة مضرب بلغارية بدأت مسيرتها كمحترفة سنة 2006 تلعب باليد اليمنى وتحتل حالياً المرتبة رقم. 226 (2 نوفمبر 2015) في تصنيف رابطة محترفات كرة المضرب. أعلى تصنيف لها في الفردي كان المركز الـ 141 في سنة 2011. أعلى تصنيف لها في الزوجي كان المركز الـ 154 في سنة 2015.

## الخط الزمني للأداء
مفتاح
| ف | ن | ن.ن | ر.ن | د# | د.م | ل | أ.أ | ت | غ | ب | ف | ذ | م.خ | ل.ت |

(ف) فاز بالبطولة (ن) وصل النهائي (ن.ن) نصف النهائي (ر.ن) ربع النهائي (د#) الأدوار الأربعة الأولى (د.م) دور المجموعات (ل) شارك في كأس ديفيز (أ.أ) خرج من الأدوار الاولى (ت) خسر التصفيات التأهيلية (غ) غاب عن الحدث أو البطولة (ب) حصل على ميدالية برونزية (ف) حصل على ميدالية فضية (ذ) حصل على ميدالية ذهبية (م.خ) بطولة الماسترز خُفضت إلى مرتبة أقل (ل.ت) البطولة لم تعقد في السنة المعينة.
لتجنب الارتباك وازدواجية الحساب، يتم تحديث هذه المعلومات إما في نهاية البطولة، أو عندما تكون مشاركة اللاعب في البطولة قد انتهت.
| الدورة            | 2011 | 2012 | 2013 | 2014 | 2015 | م.ف   | ف-خ |
| ----------------- | ---- | ---- | ---- | ---- | ---- | ----- | --- |
| أستراليا المفتوحة | غ    | ت2   | غ    | غ    | ت1   | 0 / 0 | 0–0 |
| فرنسا المفتوحة    | ت1   | ت1   | غ    | غ    | ت1   | 0 / 0 | 0–0 |
| بطولة ويمبلدون    | ت1   | ت1   | غ    | غ    | ت2   | 0 / 0 | 0–0 |
| أمريكا المفتوحة   | ت2   | ت2   | غ    | ت1   | ت1   | 0 / 0 | 0–0 |
| الألقاب           | 0    | 0    | 0    | 0    | 0    |       |     |
| تصنيف نهاية العام | 148  | 224  | 264  | 219  | 252  |       |     |

## روابط خارجية
- إليتسا كوستوفا على موقع رابطة محترفات التنس (الإنجليزية)
- إليتسا كوستوفا على موقع الاتحاد الدولي لكرة المضرب (الإنجليزية)
- إليتسا كوستوفا على موقع كأس بيلي جين كينغ (الإنجليزية)
- إليتسا كوستوفا على موقع خلاصة التنس.كوم (الإنجليزية)
- إليتسا كوستوفا على موقع إي إس بي إن.كوم (الإنجليزية)